# Кайданов, Иван Кузьмич
Ива́н Кузьми́ч Кайда́нов (8 (19) февраля 1782 — 9 (21) сентября 1843) — русский педагог, автор учебников истории, заслуженный профессор истории в Царскосельском лицее, член-корреспондент Императорской академии наук; младший брат врача Якова Кузьмича Кайданова. Действительный статский советник.

## Биография
Происходил из духовного сословия, сын дьячка. Родился 8 (19) февраля 1782 года.
Учился в Киево-Могилянской академии, по окончании которой в 1801 году был назначен в учителем в Переяславскую семинарию, но вскоре был переведён в петербургский Педагогический институт. По окончании курса в 1807 году со званием старшего учителя гимназии, он был командирован за границу для дальнейшего усовершенствования в науках. С августа 1808 года учился на философском факультете Гёттингенского университета. По возвращении в 1811 году был произведён в магистры и назначен адъюнктом в Императорский Царскосельский лицей, где в течение первых пяти лет читал лекции по отечественной и всеобщей истории, географии и статистике. В 1816 году он должен был разделить чтение своих лекций с помощником, а с 1826 года от него совсем отошли статистика и география. Также он преподавал и в Лицейском Благородном пансионе, где имел помощником И. П. Шульгина
В 1835—1838 годах преподавал всеобщую и русскую историю в Императорском училище правоведения, имея помощником адъюнкт-профессора С. Д. Каврайского; был членом педагогического совета училища. В 1841 году вышел в отставку в чине действительного статского советника.
В 1810 (1811?) году стал членом петербургской ложи «Пётр к истине».
В 1824 году был избран в действительные члены Петербургского общества любителей словесности, наук и художеств, а в 1826 году — член-корреспондентом Академии наук.
Приобрёл известность как автор учебников по истории, которые, до издания сочинений В. Я. Шульгина, С. Н. Смарагдова и Ф. К. Лоренца, господствовали в российских учебных заведениях.
Был женат на дочери ключаря Софийского собора Царского Села протоиерея Григория Гомзина Марии. Умер 9 (21) сентября 1843 года. Похоронен на Смоленском православном кладбище в Петербурге; могила не сохранилась.